# Iroh
Iroh er en fiktiv person i Nickelodeons animerede tv-serie Avatar, The Last Airbender.
General Iroh var oprindeligt først i køen til at blive den nye ildmester i Ildlandet, men efter hans nederlag ved Ba Sing Se og tabet af sin eneste søn Lu ten blev hans bror Ozai tronfølger. Iroh valgte at følge med sin nevø Zuko da han blev forvist fra Ildlandet. Iroh har flere gange givet udtryk for at han betragter Zuko som sin søn. Og på visse punkter er den følelse gengældt selvom Zuko ikke altid lader det vise. 
Iroh her også kælenavnet Vestens drage, da der går rygter om at han var den sidste i hele verden til at nedlægge en af de legendariske drager. Sandheden er dog, at Iroh har sagt at han nedlagde den sidste drage for at beskytte dragerne. Iroh er ikke voldelig af natur og afskyr al form for vold og aggression. 
Iroh elsker en god kop te og er typen der altid har noget vist at sige, selvom det ikke er altid at man forstår betydningen.

## Personlighed
Iroh lader som om at hans flugt fra Ildlandet bare er en forlænget ferie. Han fokuserer på afslapning og fornøjelser gennem første sæson i stedet for at ville fange Aang. Men under overfladen lurer en gammel mand, med megen erfaring og mange kneb i ærmet.
Iroh har en forkærlighed for mad, en god kop te og strategi spillet Pai Sho samt god musik. Han har lavet en fast musik aften på et af sine skibe(dette gjorde ham meget populær) hvor han selv synger og spiller. På grund af hans kærlighed til te har Iroh vist sig som en amatør botaniker med viden om forskellige planter. Dog har han det med at blande giftige og nyttefulde planter sammen.
Selvom Iroh er en ærefuld mand er han ikke mere ærefuld end at han lige kan snuppe en god parfume fra et kloster. Iroh viser respekt forståelse overfor andre kulture hvilket er en sjældenhed blandt folk fra Ildlandet. 
På trods af hans alder er Iroh en kvindecharmør. Hvis han har haft brug for det har han skruet op for charmen, hvilket har medført at han er blevet kaldt for lidt af en steg.
1. ↑  Navnet er anført på engelsk og stammer fra Wikidata hvor navnet endnu ikke findes på dansk.
2. ↑  Navnet er anført på engelsk og stammer fra Wikidata hvor navnet endnu ikke findes på dansk.